# Petru Jurcan
Petru Jurcan (n. 26 ianuarie 1955) este un senator român în legislatura 1990-1992 ales în județul Harghita pe listele partidului PNL. În cadrul activității sale parlamentare, Petru Jurcan a fost membru în grupurile parlamentare de prietenie cu Regatul Thailanda, Canada, Republica Chile, Ungaria, Australia, Republica Venezuela și Republica Argentina. 